# Жан Данжу
Жан Данжу (15 квітня 1828 – 30 квітня 1863) — нагороджений капітан Іноземного легіону у французькій армії. Він командував двома лейтенантами та 62 легіонерами, які брали участь у битві при Камероні під час французької інтервенції в Мексику, де він загинув.

## Освіта
Жан Данжу народився в Шалабр. Він вступив до Спеціальної військової школи Сен-Сір, провідної французької військової академії, і закінчив академію у віці 20 років. Його направили до 51-го лінійного полку.

## Військова кар'єра
У 1852 році він перейшов до 2-го Іноземного піхотного полку. Його перевели до Алжир, щоб допомогти французьким колонізаційним зусиллям, включаючи кампанії Кабілії. Він втратив ліву руку під час картографічного завдання 1 травня 1853 року, коли вибухнула його мушкет. Він розробив дерев’яний протез руки, який використовував до кінця життя.:16 Данжу був підвищений до 1-го лейтенанта 24 грудня 1853 року.
Як 1-й лейтенант, Данжу був частиною французької армії, яка воювала в Кримській війні, і служив під час облоги Севастополя. Він був підвищений до капітана 9 червня 1855 року.
Його наступна кампанія відбулася під час Австро-сардинської війни, де в 1859 році він брав участь у битві при Мадженті та битві при Сольферіно.
Після служби в Марокко протягом деякого часу Данжу був частиною французького експедиційного корпусу, відправленого до Мексика в 1862 році. Він був квартирмейстер полковника Жаннінгро, який командував полком Іноземного легіону в Мексиці. Обов’язком легіону було забезпечення пересування та безпеки французьких конвоїв постачання.
29 квітня полковнику Жаннінгро повідомили, що важливий конвой прямує до Пуебли з трьома мільйонами франків і матеріалами та боєприпасами для облоги. Данжу вирішив відправити роту для супроводу конвою. 3-тя рота Іноземного полку була призначена для цієї місії, але не мала вільних офіцерів. Данжу сам взяв командування. Два інших офіцери зголосилися на цю місію: 2-й лейтенант Жан Вілен, полковий фінансовий офіцер, і 2-й лейтенант Клемент Моде, полковий прапороносець.

## Битва при Камероні
О 1 годині ночі 30 квітня 3-тя рота вирушила в дорогу з трьома офіцерами та 62 солдатами. О 7 ранку, після 15 миль (24 км) маршу, вона зупинилася в Пало-Верде, щоб відпочити. Невдовзі було помічено мексиканський загін із 3000 солдатів (800 кавалерія та 2200 піхота). Данжу наказав роті прийняти квадратну формацію і, навіть відступаючи, відбив кілька кавалерійських атак, завдавши перших важких втрат ворогу.
Шукаючи більш захищену позицію, Данжу вирішив закріпитися в сусідній асьєнді Камерон, заїзді, захищеному стіною заввишки 10-футів (3,0-метра). Його план полягав у тому, щоб зв’язати ворожі сили, щоб запобігти будь-яким атакам на сусідній конвой. Поки легіонери готували оборону заїзду, мексиканський командир, полковник Мілан, вимагав, щоб Данжу та його люди здалися, вказуючи на те, що мексиканська армія значно переважала чисельно. Данжу обійшов кожного зі своїх людей із пляшкою вином і змусив їх усіх принести урочисту присягу не здаватися.
Опівдні Данжу отримав вогнепальне поранення в груди та загинув. Його солдати продовжували битися до 6 вечора, незважаючи на величезну перевагу противника та сильну спеку. 60 солдатів, які не їли й не пили з попереднього дня, витримали багато атак мексиканської армії. Останні п’ятеро вцілілих залишилися без жодного патрона. Замість того, щоб зганьбити себе, вони вирішили атакувати з примкнутими багнетами. Коли вони це зробили, мексиканський командир наказав своїм військам припинити вогонь. Із захопленням їхньою мужністю він пощадив тих, хто вижив, і дозволив їм сформувати почесну варту для тіла капітана Данжу. Їх відпустили повернутися до Франції. Ця історія стала легендарною у французькій військовій історії.
Данжу був похований 3 травня 1863 року в Камероні.

## Вшанування битви

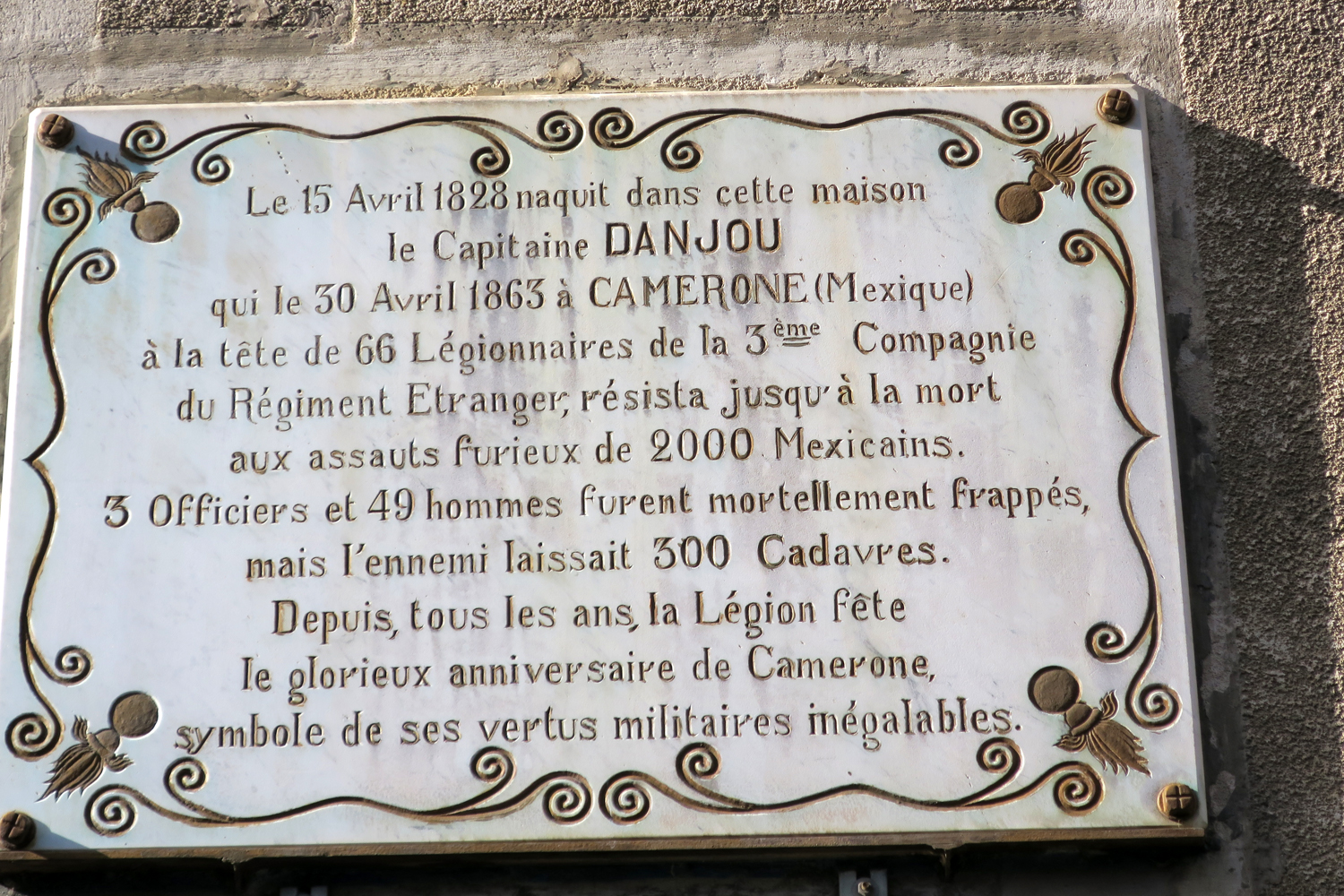
Напис:
15 квітня 1828 року в цьому будинку народився капітан Данжу, який 30 квітня 1863 року в Камероні (Мексика) на чолі 66 легіонерів 3-ї роти Іноземного полку до смерті протистояв лютим атакам 2000 мексиканців. 3 офіцери та 49 солдатів загинули, але ворог залишив 300 трупів. З того часу щороку Легіон святкує славну річницю Камерона, символ його неперевершених військових чеснот. Фото Жуля Рейна.

Пам’ятна мармурова дошка прикріплена до фасаду місця народження капітана Данжу в Шалабрі (Од, Франція). Щороку, якомога ближче до 30 квітня, загін полку Французького Іноземного легіону в Кастельнодарі приходить віддати йому військові почесті, а полковник полку покладає вінок до підніжжя фасаду. Інші вшанування також відбуваються в Обані (Буш-дю-Рон, Франція), де розташована штаб-квартира Легіону.

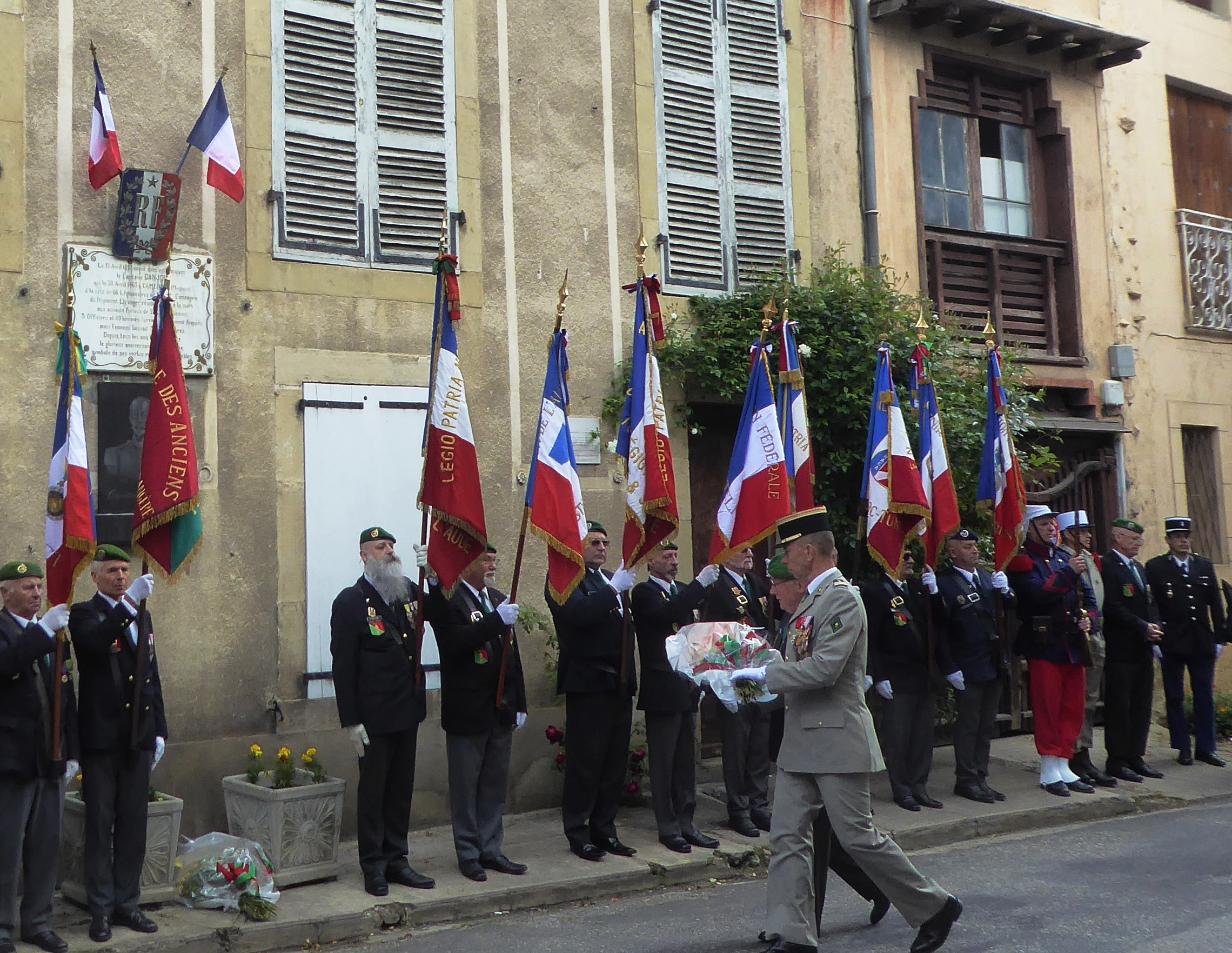
Святкування перед місцем народження капітана Данжу в Шалабрі (Од, Франція). Фото Філіпа Відаля.

Після битви мексиканець на ім'я Рамірес знайшов і забрав дерев'яну руку Данжу. Рамірес незабаром був заарештований, а руку повернув лейтенант Карл Грюберт з австрійської армії, яка замінила Іноземний легіон у цьому конфлікті 17 липня 1865 року. Сьогодні дерев'яну руку Данжу щорічно демонструють 30 квітня, у День Камерона.

## Протез руки

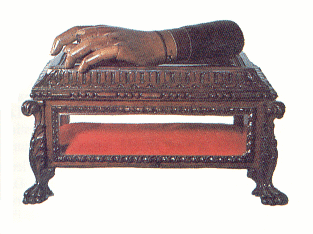
Дерев'яна рука Жана Данжу

Коли Легіон переїхав до Франції, дерев'яна рука Данжу була відвезена до Обаня, де вона зберігається в Музеї пам'яті Легіону. Рука є найдорожчим артефактом в історії Легіону, а престиж і честь, надані легіонеру за те, що він несе її на параді в захисному футлярі, є однією з найбільших нагород, наданих легіонеру.
30 квітня святкується як «День Камерона», важливий день для легіонерів, коли дерев’яний протез руки капітана Данжу виноситься на показ.
Капітан Данжу з’являється в історичному романі Іана Колквіна 2014 року «Ле Буден – Демони Камерона». Колквін, як і Данжу, є ампутантом.

## Зовнішні посилання
- Битва при Камероні